# Campeonato Baiano 1910
In 1910 werd het zesde Campeonato Baiano gespeeld voor voetbalclubs uit de Braziliaanse staat Bahia. De competitie werd gespeeld van 22 mei tot 11 december. Santos Dumont werd kampioen. 

## Wedstrijden
| Data        | Thuisploeg    | Uitslag | Uitploeg      |
| ----------- | ------------- | ------- | ------------- |
| 22 mei      | São Paulo     | 0 – 0   | Rio Vermelho  |
| 29 mei      | São Paulo     | 1 – 0   | Vitória       |
| 5 juni      | Santos Dumont | 3 – 0   | Rio Vermelho  |
| 12 juni     | Vitória       | 2 – 0   | Rio Vermelho  |
| 19 juni     | São Paulo     | 1 – 1   | Santos Dumont |
| 26 juni     | Santos Dumont | 2 – 0   | Vitória       |
| 29 juni     | Rio Vermelho  | 0 – 1   | São Paulo     |
| 10 juli     | Vitória       | 0 – 2   | São Paulo     |
| 17 juli     | Rio Vermelho  | 1 – 4   | Santos Dumont |
| 31 juli     | Rio Vermelho  | 3 – 0   | Vitória       |
| 7 augustus  | Santos Dumont | 0 – 0   | São Paulo     |
| 11 december | Vitória       | 1 – 2   | Santos Dumont |

## Eindstand
| Plaats | Club           | Wed. | W | G | V | Saldo | Ptn. |
| ------ | -------------- | ---- | - | - | - | ----- | ---- |
| 1.     | Santos Dumont  | 6    | 4 | 2 | 0 | 12:3  | 10   |
| 2.     | São Paulo Club | 6    | 3 | 3 | 0 | 5:1   | 9    |
| 3.     | Rio Vermelho   | 6    | 1 | 1 | 4 | 4:10  | 3    |
| 4.     | Vitória        | 6    | 1 | 0 | 5 | 3:10  | 2    |

|  | Kampioen |

## Kampioen
| Campeonato Baiano de 1910 |
| ------------------------- |
| SANTOS DUMONT 1º Titel    |